# Palazzo dei Telefoni (piazza Nolana)
 (octobre 2024).
Si vous disposez d'ouvrages ou d'articles de référence ou si vous connaissez des sites web de qualité traitant du thème abordé ici, merci de compléter l'article en donnant les références utiles à sa vérifiabilité et en les liant à la section « Notes et références ».
Le Palazzo di Telefoni est un palais de Naples situé à l'intersection du Corso Garibaldi et de la Piazza Nolana.
Construit en 1920 par Camillo Guerra, le bâtiment utilise une structure porteuse en béton armé, ce qui en fait l’un des premiers bâtiments à Naples à utiliser la technologie du béton.
Au sous-sol, le bâtiment est recouvert de marbre qui est également utilisé dans les blasons du dieu Mercure de l'étage supérieur; le portail est divisé en trois parties et est ponctué de pilastres, avec une architrave en forme de coquille.  Sur les côtés, il y a deux sculptures représentant le dieu Mercure, qui sert de cariatide sur le balcon supérieur.  Au premier ordre, il y a de hautes fenêtres avec des portes, tandis que la troisième des fenêtres carrées avec des pilastres se terminant dans la corniche.